# Ptilodactyla humeralis
Ptilodactyla humeralis is een keversoort uit de familie Ptilodactylidae. De wetenschappelijke naam van de soort is voor het eerst geldig gepubliceerd in 1863 door Motschulsky.